# Paplin (województwo łódzkie)
Paplin – wieś w Polsce położona w województwie łódzkim, w powiecie skierniewickim, w gminie Kowiesy.

## Historia
Wieś szlachecka położona była w drugiej połowie XVI wieku w powiecie bielskim ziemi rawskiej województwa rawskiego. W latach 1975–1998 miejscowość położona była w województwie skierniewickim.

## Zabytki
Według rejestru zabytków Narodowego Instytutu Dziedzictwa na listę zabytków wpisany jest obiekt:
- park dworski, 2 poł. XIX w., pocz. XX w., nr rej.: 496 z 16.09.1978